# ستانزي بوتينزا
ستانزي بوتينزا (بالإنجليزية: Stanzi Potenza)‏، من مواليد 17 أكتوبر 1995 في بوسطن، ماساتشوستس، هو ممثل وكوميدي أمريكي.

## وصلات خارجية
- ستانزي بوتينزا على موقع IMDb (الإنجليزية)